# Mezinárodní naučná stezka Lužické a Žitavské hory

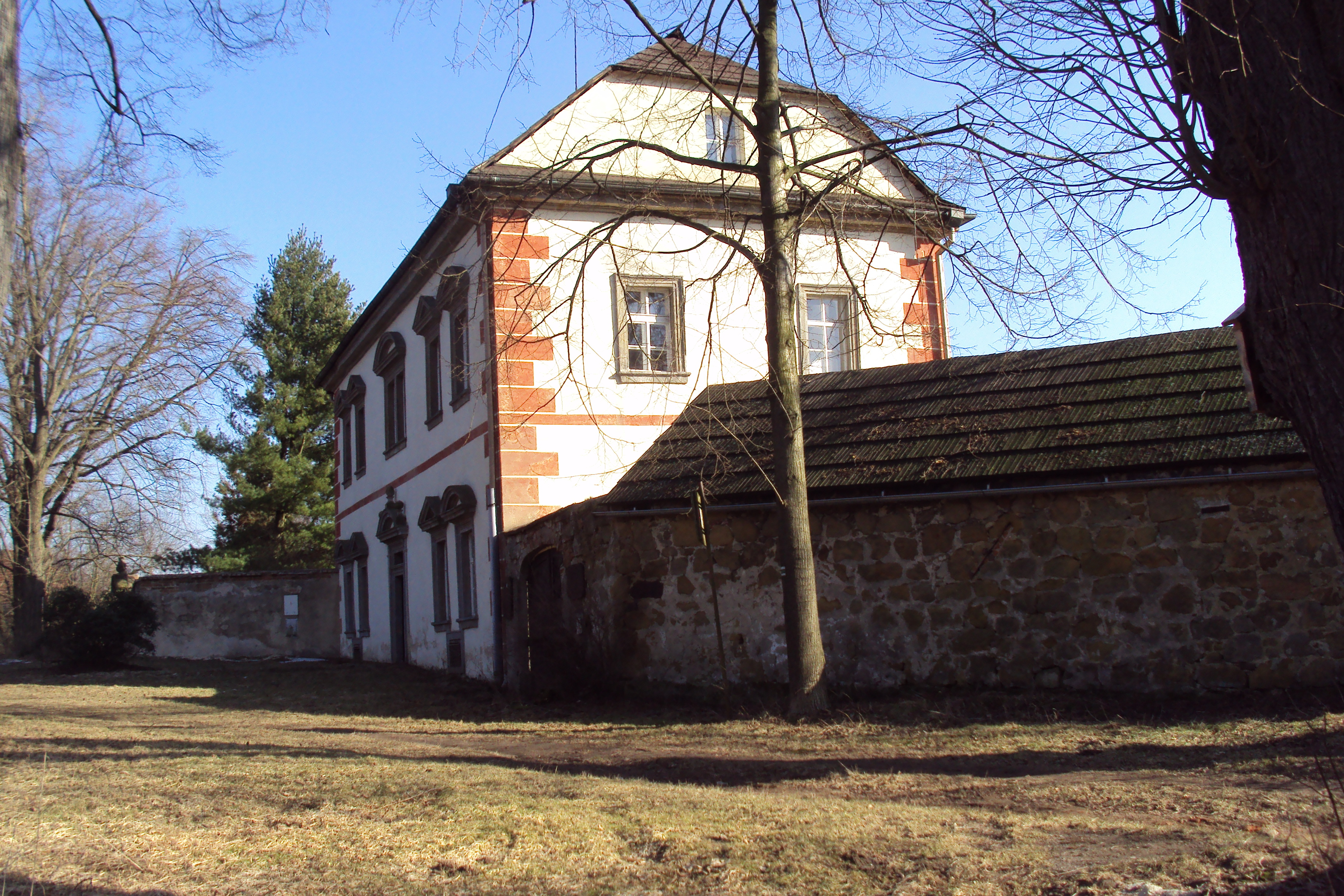
Stezka byla slavnostně otevřena v roce 2001 před Bredovským letohrádkem u zámku Lemberk

Mezinárodní naučná stezka Lužické a Žitavské hory byla vytvořena roku 2001 ve východní části CHKO Lužické hory a v Žitavských horách na území Saska. Na její trase je 27 zastavení určených pro pěší turisty, délka vytyčené trasy je 31 km. Dvakrát překonává státní hranici, v Petrovicích a Hartavě. Díky své délce patří k stezkám náročným a je vhodné ji absolvovat po samostatných úsecích.

## Historie
Společným úsilím Správy Chráněné krajinné oblasti Lužické hory, občanského sdružení Přátel Lužických hor a Naturschutzzentrum Zittauer Gebirge Olbersdorf  se podařilo s podporou evropského programu Phare vytyčit a 2. června 2001 slavnostně otevřít mezinárodní, česko-německou naučnou stezku.  Ta nahradila předchozí stezku Lužické hory a Žitavské pohoří (NS Lužický přesmyk) z roku 1989.  K nové stezce byl vydán česko-německý tištěný skládací leták, později (roku 2003) byl vydán dvojjazyčný průvodce pod názvem Lužické a Žitavské hory.

## Popis trasy

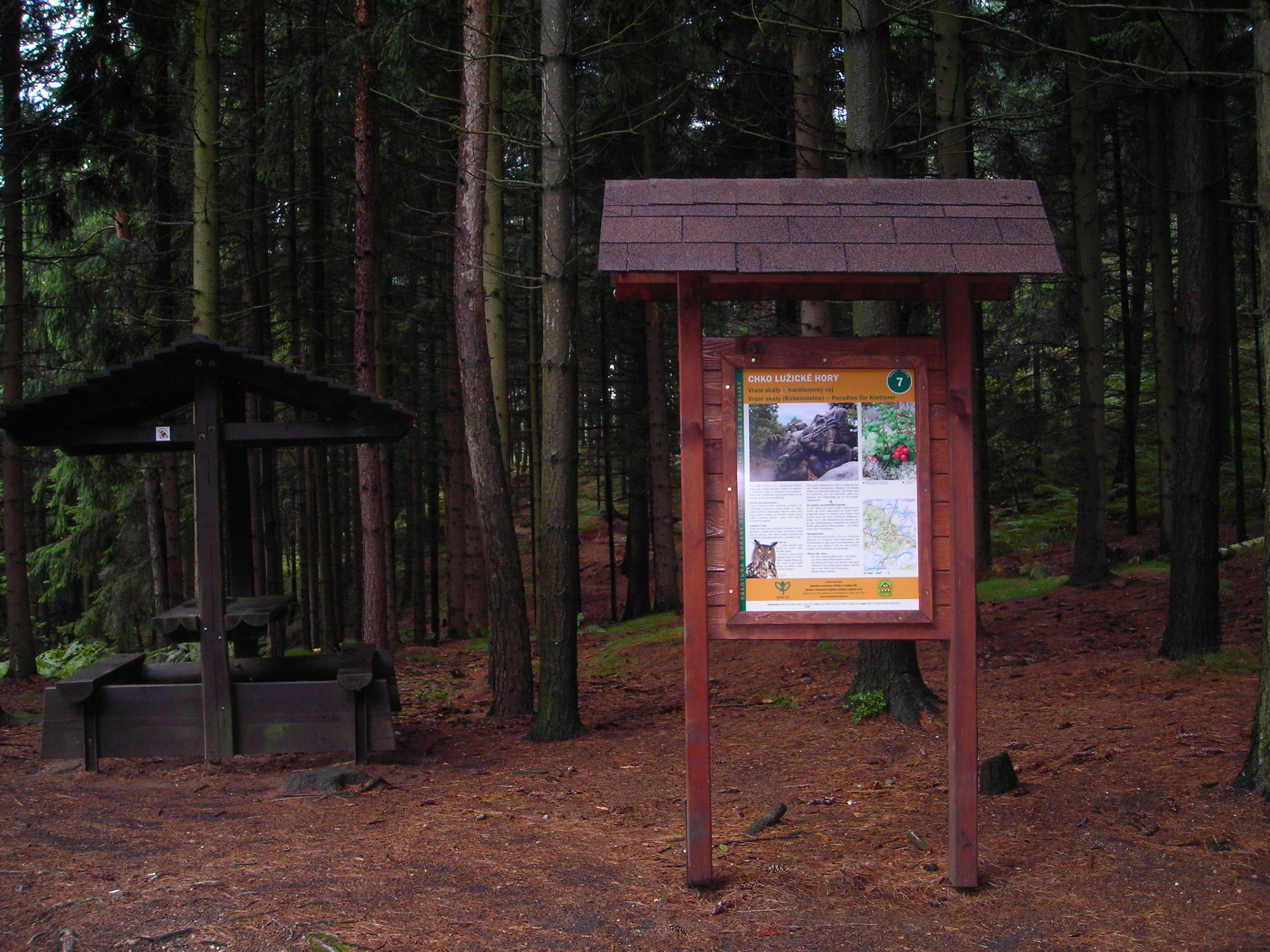
Zastavení u Vraních skal

Trasa má tři úseky, vesměs využívající stávající barevně značené úseky. První v délce 14 km má 11 zastavení (každé zastavení má svou dvojjazyčnou informační tabuli) v okrese Liberec. Začíná poblíž obce Jítrava při silnici I/13 (z Děčína do Liberce), vede přes Kozí hřbety a končí na česko-německé hranici u Hrádku nad Nisou, resp.u Hartavy v Sasku.
Druhý úsek vede saskou částí s CHKO Žitavské hory. Trasa má 9 zastavení, je dlouhá 10 km a končí u Lückendorfu a Petrovic, kde navazuje třetí úsekem.
Třetí úsek vede opět českou částí Lužických hor v okrese Liberec, má 7 zastavení na trase dlouhé 7 km a končí poblíž zámku Lemberk na okraji Jablonného v Podještědí.

## Seznam zastavení

### První úsek
- 1.  Úvodní tabule – Jitrava, Polesí u Rynoltic
- 2.  PP Bílé kameny, informace o geologii
- 3.  Vysoká, vrch 545 m, věnováno geobotanice
- 4.  Kozí hřbety a lužický přesmyk
- 5.  Horní Sedlo, informace o hraničním opevnění
- 6.  Horní skály, věnováno horolezectví
- 7.  Vraní skály 500 m
- 8.  Popova skála 568 m, historie turistiky
- 9.  Sedlecký Špičák 544 m
- 10. Údolí Bílého potoka a jeho doubravy
- 11. Úvodní tabule (pro cestu zpět), Hrádek nad Nisou

### Druhý úsek
- 12. Úvodní tabule saského úseku
- 13. Vývoj lesů Žitavských hor
- 14. Lesní houby
- 15. Töpfer a ptactvo
- 16. Scharfenstein, zastavení věnované geologii
- 17. Hmyz
- 18. Biotopy skal
- 19. Horský les
- 20. Lückendorf, biotopy luk

### Třetí úsek
- 21. Úvodní tabule třetího úseku
- 22. Smíšené lesy Lužických hor
- 23. Louky a pastviny
- 24. Bredovský zámeček u  Lvové
- 25. Polesí, lidová architektura
- 26. Tabule o lesích Lužických hor
- 27. Stará zemská stezka, historie osídlení hor  [3]